# Флориди, Лучано
Лучано Флориди (итал. Luciano Floridi; род. 16 ноября 1964, Рим) — итальянский философ. Преподавал в Италии, Великобритании и США.

## Биография
Один из наиболее влиятельных итальянских мыслителей в области философии, техники и этики. Наиболее известен своими работами в двух новых областях философских исследований, в становление которых он внес свой вклад: философия информации и информационная этика. Он основатель и директор IEG, исследовательской группы Оксфордского Университета в области философии информации, а также директор исследовательской группы философии информации в университете Хертфордшира. Лучано Флориди в Философию информации был введён термин «инфосферы», как «информационной среды, конституированной информационными процессами, услугами, объектами, включая информационные агенты, также как свойствами, интеракциями и  взаимными связями». Работы Лучано Флориди переведены на китайский, французский, греческий, венгерский, японский, фарси, польский, португальский и испанский языки. Женат на нейробиологе Анне Кристине Нобре.

## Сочинения
- Augmented Intelligence — A Guide to IT for Philosophers. Roma: Armando, 1996.
- Scepticism and the Foundation of Epistemology — A Study in the Metalogical Fallacies. Leiden: Brill, 1996.
- Internet — An Epistemological Essay. Milano: Il Saggiatore, 1997.
- Philosophy and Computing: An Introduction. London/New York: Routledge, 1999.
- Sextus Empiricus, The Recovery and Transmission of Pyrrhonism. Oxford: Oxford University Press, 2002.
- The Blackwell Guide to the Philosophy of Computing and Information. Oxford: Blackwell, 2003.